# Ben Shelton
Benjamin Todd Shelton (Gainesville (Florida), 9 oktober 2002) is een Amerikaans professioneel tennisspeler. Shelton bereikte zijn hoogste positie op de ATP-wereldranglijst op 23 oktober 2023 als nummer 15.
In 2022 maakte Shelton zijn debuut op een Grand Slam, toen hij het in de eerste ronde van de US Open opnam tegen Nuno Borges. Hij verloor in vijf sets, maar sloeg ook de op één na hardste service geregistreerd tijdens het toernooi. Zijn service bereikte een snelheid van 224 kilometer per uur. Op zijn tweede Grand Slam, de Australian Open in 2023, bereikte Shelton de kwartfinale. Op de US Open bereikte Shelton in 2023 de halve finale. In oktober 2023 pakte Shelton zijn eerste ATP-titel op de Rakuten Japan Open.

## Palmares
| Legenda                       | Legenda               |
| ----------------------------- | --------------------- |
| Grand Slam                    |                       |
| Olympische Spelen             |                       |
| tot 2009                      | vanaf 2009            |
| Tennis Masters Cup            | ATP Finals            |
| ATP Masters Series            | ATP Tour Masters 1000 |
| ATP International Series Gold | ATP Tour 500          |
| ATP International Series      | ATP Tour 250          |

### Enkelspel
| Nr.              | Datum           | Toernooi    | Ondergrond    | Tegenstander in finale     | Score         | Details |
| ---------------- | --------------- | ----------- | ------------- | -------------------------- | ------------- | ------- |
| Gewonnen finales |                 |             |               |                            |               |         |
| 1.               | 22 oktober 2023 | ATP Tokio   | Hardcourt     | Aslan Karatsev             | 7–5, 6–1      | Details |
| 2.               | 7 april 2024    | ATP Houston | Gravel        | Frances Tiafoe             | 7–5, 4–6, 6–3 | Details |
| Verloren finales |                 |             |               |                            |               |         |
| 1.               | 27 oktober 2024 | ATP Bazel   | Hardcourt (i) | Giovanni Mpetshi Perricard | 4–6, 6–7(4)   | Details |
| 2.               | 20 april 2025   | ATP München | Gravel        | Alexander Zverev           | 2–6, 4–6      | details |

### Dubbelspel
| Nr.                          | Datum           | Toernooi       | Ondergrond | Partner            | Tegenstanders in finale        | Score               | Details |
| ---------------------------- | --------------- | -------------- | ---------- | ------------------ | ------------------------------ | ------------------- | ------- |
| Gewonnen finales herendubbel |                 |                |            |                    |                                |                     |         |
| Geen overwinningen           |                 |                |            |                    |                                |                     |         |
| Verloren finales herendubbel |                 |                |            |                    |                                |                     |         |
| 1.                           | 6 augustus 2023 | ATP Washington | Hardcourt  | Mackenzie McDonald | Máximo González Andrés Molteni | 7–6(4), 2–6, [8–10] | Details |

### Landencompetities
| Nr.              | Datum                | Toernooi  | Ondergrond    | Partner(s)                                                                          | Tegenstanders                                                                                   | Score                  | Ref.    |
| ---------------- | -------------------- | --------- | ------------- | ----------------------------------------------------------------------------------- | ----------------------------------------------------------------------------------------------- | ---------------------- | ------- |
| Gewonnen finales |                      |           |               |                                                                                     |                                                                                                 |                        |         |
| 1.               | 22-24 september 2023 | Laver Cup | Hardcourt (i) | Taylor Fritz Frances Tiafoe Tommy Paul Félix Auger-Aliassime Francisco Cerúndolo    | Andrej Roebljov Casper Ruud Hubert Hurkacz Alejandro Davidovich Fokina Gaël Monfils Arthur Fils | 13-2 (9 wedstrijden)   | details |
| Verloren finales |                      |           |               |                                                                                     |                                                                                                 |                        |         |
| 2.               | 20-22 september 2024 | Laver Cup | Hardcourt (i) | Taylor Fritz Frances Tiafoe Alejandro Tabilo Francisco Cerúndolo Thanasi Kokkinakis | Alexander Zverev Carlos Alcaraz Daniil Medvedev Casper Ruud Grigor Dimitrov Stéfanos Tsitsipás  | 11-13 (12 wedstrijden) | details |

## Prestatietabel grandslamtoernooien
| Legenda | Legenda                          |
| ------- | -------------------------------- |
| g.t.    | geen toernooi gehouden           |
| l.c.    | lagere categorie                 |
| –       | niet deelgenomen                 |
| G       | uitgeschakeld in de groepsfase   |
| 1R      | uitgeschakeld in de eerste ronde |
| 2R      | uitgeschakeld in de tweede ronde |
| 3R      | uitgeschakeld in de derde ronde  |
| 4R      | uitgeschakeld in de vierde ronde |
| KF      | uitgeschakeld in de kwartfinale  |
| HF      | uitgeschakeld in de halve finale |
| F       | de finale verloren               |
| W       | het toernooi gewonnen            |
| w-v     | winst/verlies-balans             |

### Enkelspel
| Grandslamtoernooien |    |    |    |    |
| Australian Open     | –  | KF | 3R | HF |
| Roland Garros       | –  | 1R | 3R | 4R |
| Wimbledon           | –  | 2R | 4R | KF |
| US Open             | 1R | HF | 3R |    |